# Им (приток Амгуни)
Им — река в районе имени Полины Осипенко Хабаровского края. Длина — 130 км, площадь водосборного бассейна — 3080 км².

## География
Исток Има находится в Омельдинских горах в районе им. Полины Осипенко на границе с Солнечным районом. Почти на всём своём протяжении течёт на северо-восток. В среднем течении протекает в речной долине между хребтами Чаятын на юго-востоке и Дымкан на северо-западе. Берега в нижнем и среднем течении в значительной степени заболочены. Впадает в Амгунь по правому берегу на абсолютной отметке 24 м над уровнем моря в 125 км от устья Амгуни, выше по течению пристани Красный Яр. Ширина реки в нижнем течении составляет 80 м при глубине 2 м. Скорость течения в низовьях — 1,3 м/с.

## Основные притоки
Указаны поименованные притоки длиной 20 км и более
| Название        | Расстояние от устья | Длина | Положение |
| --------------- | ------------------- | ----- | --------- |
| Яянткан         | 17                  | 50    | левый     |
| Яян             | 25                  | 36    | правый    |
| Верхний Бульгин | 38                  | 21    | правый    |
| Малые Хунки     | 78                  | 34    | левый     |
| Большие Хунки   | 89                  | 30    | левый     |

## Данные водного реестра
По данным государственного водного реестра России и геоинформационной системы водохозяйственного районирования территории РФ, подготовленной Федеральным агентством водных ресурсов:
- Бассейновый округ — Амурский
- Речной бассейн — Амур
- Речной подбассейн — Амгунь
- Водохозяйственный участок — Амгунь